# Unilin
Unilin er en belgisk producent af spånplader- og laminat, som har hovedkvarter i Wielsbeke. De har ca. 2.300 ansatte og en omsætning på over 2 mia. euro. Virksomheden er opdelt i Unilin Decor og Unilin Flooring. Siden 1990 har Unilin markedsført laminatgulvmærket Quick-Step.